# Óscar Whalley
Óscar Alexander Whalley Guardado (Zaragoza, España, 29 de marzo de 1994) es un futbolista Hispanomexicano que juega como portero en el Club Deportivo Guadalajara de la Primera División de México. Tiene triple nacionalidad española, mexicana e inglesa.

## Trayectoria
Ingresó con doce años en la cantera del Real Zaragoza y llegó al Real Zaragoza "B" en la campaña 2013-14, en la que consiguieron el ascenso a Segunda División B. Debutó con el primer equipo en Segunda División en la misma temporada durante un encuentro contra el Real Sporting de Gijón disputado en el estadio de La Romareda que finalizó con el resultado de 1-1.
El 10 de julio de 2015 se confirmó su cesión a la S. D. Huesca para la temporada 2015-16.  El 8 de agosto de 2016 se desvinculó del Zaragoza para fichar por el Real Sporting de Gijón.  Después de dos años en los que jugó dos partidos oficiales, firmó un contrato con el Aarhus GF. En agosto de 2019 firmó por el O. F. I. Creta de la Superliga de Grecia.
El 3 de septiembre de 2020 se hizo oficial su vuelta al fútbol español tras firmar con el C. D. Castellón de la Segunda División por dos temporadas. Solo completó una de ellas y el 25 de julio de 2021 firmó con el C. D. Lugo por dos temporadas y una tercera opcional. Tras el descenso del C. D. Lugo a la Primera Federación. El 12 de junio de 2023 se oficializa su traspaso, al Club Deportivo Guadalajara de la Liga MX, convirtiéndose en el segundo refuerzo de cara al Apertura 2023.

## Selección nacional

### Selección Sub-21 España
Optó por competir con la selección española sub-21 aunque, dado a sus orígenes, tiene la posibilidad de jugar con las selecciones inferiores de México o Inglaterra, por ser hijo de madre mexicana y padre inglés.
Debutó el 12 de noviembre de 2014 ante Bélgica; ingresó al terreno de juego en el minuto 56 del partido y recibió dos goles en una derrota del combinado español por 4-1.